# Teruaki Kobayashi
Teruaki Kobayashi (小林 久晃 Kobayashi Teruaki?), född 20 juni 1979 i Ibaraki prefektur, är en japansk fotbollsspelare.
Kobayashi började sin karriär 2002 i JEF United Ichihara. Efter JEF United Ichihara spelade han för Montedio Yamagata, Vissel Kobe, Ventforet Kofu och Sagan Tosu. Han avslutade karriären 2016.